# WWE Night of Champions
Night of Champions is een jaarlijks pay-per-view- en WWE Network-evenement in het professioneel worstelen dat werd georganiseerd door de Amerikaanse worstelorganisatie WWE. Het inaugurele evenement vond plaats op 24 juni 2007. In juni 2008 nam Night of Champions het evenement Vengeance over op WWE's pay-per-viewkalender. In 2009 werd Night of Champions verschoven naar juli en in 2010 naar september. In 2016 werd Night of Champions vervangen door het evenement Clash of Champions.

## Vengeance chronologie
| Editie | Datum            | Stad                       | Main Event |
| ------ | ---------------- | -------------------------- | --- |
| 2001   | 9 december 2001  | San Diego (Californië)     | Chris Jericho vs. Stone Cold Steve Austin in een WWE World Heavyweight Championship vs. WWF Championship unificatie match om de allereerste Undisputed WWF Championship te bepalen. |
| 2002   | 21 juli 2002     | Detroit (Michigan)         | The Undertaker (c) vs. The Rock vs. Kurt Angle voor het Undisputed WWE Championship.                                                                                                |
| 2003   | 27 juli 2003     | Denver (Colorado)          | Brock Lesnar (c) vs. Kurt Angle vs. Big Show voor de WWE Championship. |
| 2004   | 11 juli 2004     | Hartford (Connecticut)     | Chris Benoit (c) vs. Triple H voor de WWE World Heavyweight Championship. |
| 2005   | 26 juni 2005     | Las Vegas (Nevada)         | Batista (c) vs. Triple H in een Hell in a Cell Match voor het WWE World Heavyweight Championship.                                                                                   |
| 2006   | 25 juni 2006     | Charlotte (North Carolina) | D-Generation X vs. The Spirit Squad in een "2-op-5" Handicap Match. |
| 2011   | 23 oktober 2011  | San Antonio (Texas)        | Alberto Del Rio (c) vs. John Cena in een Last Man Standing match voor het WWE Championship.                                                                                         |
| 2021   | 14 februari 2021 | Orlando (Florida)          | Finn Bálor (c) vs. Pete Dunne voor het NXT Championship. |

## Night of Champions chronologie
| Editie | Datum             | Stad                        | Main Event |
| ------ | ----------------- | --------------------------- | --- |
| 2007   | 24 juni 2007      | Houston (Texas)             | John Cena (c) vs Mick Foley vs. King Booker vs Randy Orton vs Bobby Lashley voor het WWE Championship.                 |
| 2008   | 29 juni 2008      | Dallas (Texas)              | Triple H (c) vs. John Cena voor het WWE Championship.                                                                  |
| 2009   | 26 juli 2009      | Philadelphia (Pennsylvania) | CM Punk (c) vs. Jeff Hardy voor het WWE World Heavyweight Championship.                                                |
| 2010   | 19 september 2010 | Rosemont (Illinois)         | Sheamus(c) vs. Wade Barrett vs. Chris Jericho vs. Edge vs. Randy Orton vs. John Cena voor het WWE Championship.        |
| 2011   | 18 september 2011 | Buffalo (New York)          | CM Punk vs. Triple H in een No Disqualification match                                                                  |
| 2012   | 23 september 2012 | Pittsburgh (Pennsylvania)   | CM Punk (c) vs. John Cena in een een-op-een match voor het WWE Championship.                                           |
| 2013   | 15 september 2013 | Detroit (Michigan)          | Randy Orton (c) vs. Daniel Bryan in een een-op-eenmatch voor het WWE Championship.                                     |
| 2014   | 21 september 2014 | Nashville (Tennessee)       | Brock Lesnar (c) vs. John Cena voor het WWE World Heavyweight Championship.                                            |
| 2015   | 20 september 2015 | Houston (Texas)             | Seth Rollins (c) vs. Sting voor het WWE World Heavyweight Championship.                                                |
| 2023   | 27 mei 2023       | Jeddah                      | Kevin Owens & Sami Zayn (c) vs The Bloodline (Roman Reigns & Solo Sikoa) voor het Undisputed WWE Tag Team Championship |